# Haplochromis sp. 'Chala'
Haplochromis sp. nov. 'Chala' là một loài cá thuộc họ Cichlidae. Nó được tìm thấy ở Kenya và Tanzania. Môi trường sống tự nhiên của chúng là hồ nước ngọt.